# شقاري عداء الرمال
شُقاريّ عداء الرمال (الاسم العلمي Psammophis schokari) الاسم النوعي العلمي والفرنسي والإنكليزي مأخوذ من العربي. حية بيوض من البواغيات وفصيلة الحنشيات خلفيات الأخاديد. جسمها مستدق الجرم يطول نحو 65 سم. ثوبها إلى الربدة الحنطية يعلوها أربعة خطوط بيض جانبية مما يجعل ماجتها تنحرف بالنسبة إلى النور من الشقرة الصنابية إلى الحنطية. هدبها أغبر أسمر. رأسها لوزي الشكل. عيناها صغيرتان فرهتان. زاوية شدفها متوسطة الانفراج. عدد أسنانها 54 منها 30 في الفك الأسفل و24 في الأعلى من أصلها أربعة عقاف ثابتة خلفية الارتكاز. تألف الرمال والبراري. قوتها كل ما دب وتمكنت منه. تعتبر من الثعابين المؤذية.

## التوزيع
توجد حية شقاري عداء الرمال في شمال غرب الهند، أفغانستان (Leviton 1959: 461)، باكستان، جنوب تركمانستان، الصحراء الغربية، المغرب، الجزائر، ليبيا، مصر، فلسطين (توضيح)، إسرائيل، مالي، موريتانيا، نيجيريا، السودان، إثيوبيا، إريتريا،الصومال، السعودية، سلطنة عمان، سوريا والعراق وإيران (صحراء كافر) واليمن.

## الروابط الخارجية
- Psammophis schokari at the Reptarium.cz Reptile Database
- http://itgmv1.fzk.de/www/itg/uetz/herp/photos/Psammophis_schokari.jpg نسخة محفوظة 12 مارس 2007 على موقع واي باك مشين.
- http://www.podarcis.nl/downloads/2001/2/eng/OmanDeel422001Eng.pdf%5Bوصلة+مكسورة%5D